# Peter Teuschel

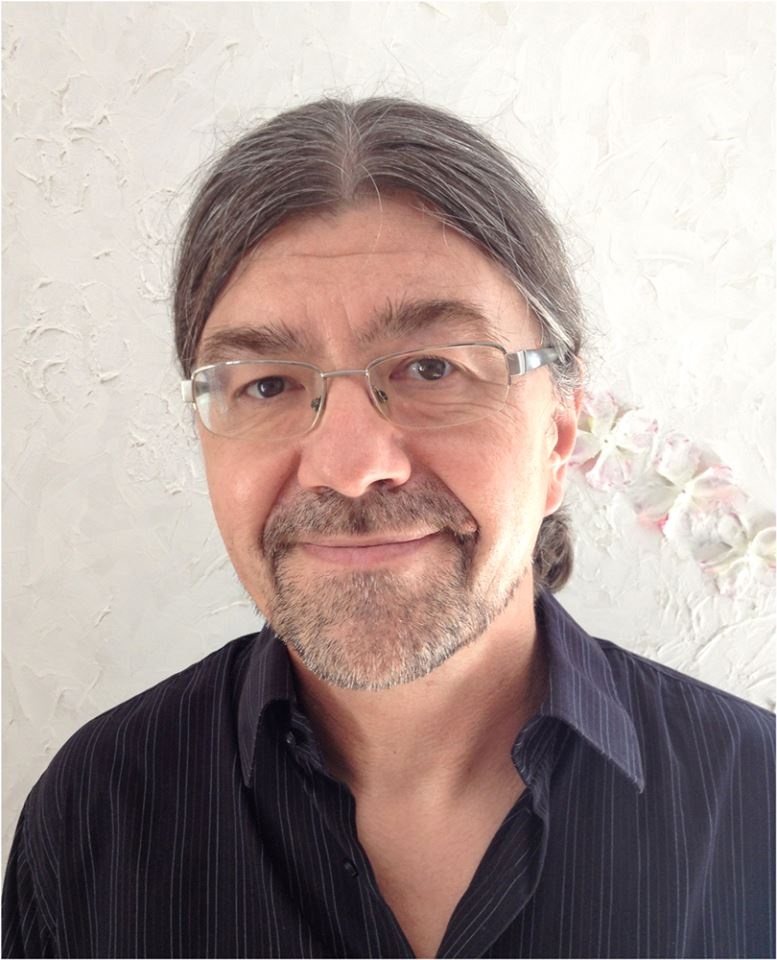
Peter Teuschel 2015

Peter Teuschel (* 21. November 1959 in Deggendorf) ist ein deutscher Psychiater und Psychotherapeut sowie Autor mehrerer Sachbücher zu den Themen Mobbing, Familie und Psychiatrie/Psychotherapie.

## Leben
Teuschel wurde in Deggendorf geboren und wuchs in München auf. Nach dem Medizinstudium in München (Dr. med.) absolvierte er eine Facharztausbildung zum Psychiater und Psychotherapeuten in München und Augsburg. Von 1993 bis 1996 war er Chefarzt der psychiatrischen Klinik Inzell-Eck. Seit 1996 ist er in München niedergelassen.
In seinen Büchern befasst er sich mit den medizinischen und sozialen Hintergründen und Folgen von Mobbing am Arbeitsplatz („Mobbing“), in der Schule („Bullying“) und in der Familie („Das schwarze Schaf“). Außerdem ist die transgenerationale Weitergabe von Erfahrungen Thema seiner Betrachtung („Der Ahnen-Faktor“). Die Grenzen zwischen „normal“ und „krank“ lotet er in dem erzählenden Sachbuch „Der Mann, der sich in die Zebrafrau verliebte“ aus. Das Buch wurde ins Koreanische übersetzt.
Teuschel bloggt auf „Schräglage“ vorwiegend zu psychiatrischen und psychologischen Themen. Außerdem ist er Autor des Blogs "Resonanzboden" der Ullstein Buchverlage sowie Initiator und Autor der Seite "Die Erde ist keine Scheibe".

## Schriften (Auswahl)
- Mobbing. Dynamik – Verlauf – gesundheitliche und soziale Folgen. Schattauer, Stuttgart 2009, ISBN 978-3-7945-2682-6.
- mit Werner Heuschen: Bullying. Mobbing bei Kindern und Jugendlichen. Schattauer, Stuttgart 2012, ISBN 978-3-7945-2843-1.
- Das schwarze Schaf. Benachteiligung und Ausgrenzung in der Familie. Klett-Cotta, Stuttgart 2014, ISBN 978-3-608-94802-8.
- Der Mann, der sich in die Zebrafrau verliebte. Geschichten über Menschen zwischen Wahn und Wirklichkeit. Ullstein, Berlin 2014, ISBN 978-3-86493-026-3.
- Der Ahnen-Faktor. Das emotionale Familienerbe als Auftrag und Chance. Schattauer, Stuttgart 2015, ISBN 978-3-7945-3106-6.